# PGO Hemera
Der PGO Hemera ist ein dreitüriges Kombicoupé des französischen Automobilhersteller PGO Automobiles. Die Premiere des Modells fand im Jahre 2008 auf der Pariser Welt des Automobils statt. Benannt wurde das Modell nach der griechischen Gottheit Hemera, die eine Personifizierung des Tages ist.
Der Hemera baut auf der im Jahr zuvor entwickelten P2-Plattform des P22 Concept auf. Die Technik teilt sich der Hemera mit dem zur selben Zeit entwickelten Cévennes. Die Unterschiede der beide Modelle liegen insbesondere in der Aufbauart. Dabei stellt der Hemera eine Mischung aus Coupé und einem Kombi dar. In der Fachwelt wird diese Mischform seit den späten 1960ern als Shooting Brake bezeichnet.
Entsprechend der angewandten Form bildeten sich einige optische Unterschiede heraus. So ist der Hemera von vorn bereits durch eine eigene Frontschürze zu erkennen. Diese besitzt größere Lufteinlässe als die des als Cabriolet aufgebauten Schwestermodells. Die Einfassungen der Lufteinlässe bestehen standardmäßig aus schwarzem Kunststoff, auf Wunsch gibt es sie auch verchromt. Ein weiterer Unterschied ist die Positionierung der Außenspiegel. Diese sind beim Hemera auf den Türen angebracht. Größere Unterschiede hingegen machte der Hersteller beim Heck der beiden Fahrzeuge. Beim Hemera kommen ganz andere Karosserieteile als beim Cévennes zum Einsatz, die dem Fahrzeug ein moderneres Äußeres verleihen als dem im Retrolook gehaltenen Schwestermodell. Dennoch werden beide Modelle im sogenannten Modellkastenprinzip zusammengebaut, was erhebliche Kosteneinsparungen bei der Produktion mit sich bringt. Eine Besonderheit des Hemera ist neben seinem ungewöhnlichen Design die auf Knopfdruck hochstellbare Heckscheibe, was die Be- und Entladung des Kofferraumes ermöglicht.
| PGO Hemera                         | 2.0 (2008–2013)                                   | 1.6 (seit 2013)                              |
| ---------------------------------- | ------------------------------------------------- | -------------------------------------------- |
| Motor:                             | R4                                                | R4                                           |
| Einbauart:                         | Mittelmotor                                       | Mittelmotor                                  |
| Hubraum:                           | 1997 cm³                                          | 1598 cm³                                     |
| Motortyp:                          |                                                   | BMW TwinPower Turbo                          |
| Bohrung × Hub:                     | 85 mm × 88 mm                                     | 77 mm × 85,8 mm                              |
| Leistung bei 1/min:                | 103 kW (140 PS) bei 6000                          | 135 kW (184 PS) bei 5400–6450                |
| Max. Drehmoment bei 1/min:         | 195 Nm bei 3000                                   | 240 Nm bei 1600–5000                         |
| Verdichtung:                       | 10,8:1                                            | 10,5:1                                       |
| Ventilsteuerung:                   | DOHC-Ventilsteuerung                              | DOHC-Ventilsteuerung                         |
| Benzineinspritzung:                | Mehrpunkt-Saugrohreinspritzung                    | Mehrpunkt-Saugrohreinspritzung               |
| Kühlung:                           | Wasserkühlung                                     | Wasserkühlung                                |
| Getriebeauswahl:                   | 4-Stufen-Automatikggetriebe 5-Gang-Schaltgetriebe | 6-Gang-Schaltgetriebe                        |
| Antriebsart:                       | Hinterradantrieb                                  | Hinterradantrieb                             |
| Radaufhängungen:                   | Einzeln mit MacPherson-Federbeinen                | Einzeln mit MacPherson-Federbeinen           |
| Bereifung:                         | 7 × 17" 205/40 ZR 17                              | 7 × 17" 205/40 ZR 17                         |
| Wenderadius:                       | 9,4 m                                             | 9,4 m                                        |
| Bremsen:                           | Scheibenbremsen rundum, Bremskraftverstärker      | Scheibenbremsen rundum, Bremskraftverstärker |
| Spurweite vorn/hinten:             | 1440/1430 mm                                      | 1440/1430 mm                                 |
| Radstand:                          | 2261 mm                                           | 2261 mm                                      |
| Abmessung L × B × H:               | 3735 × 1735 × 1307 mm                             | 3846 × 1735 × 1320 mm                        |
| Leergewicht:                       | 980 kg                                            | 1012 kg                                      |
| Höchstgeschwindigkeit:             | 200 km/h                                          | 225 km/h                                     |
| 0–100 km/h:                        | 7,0 s                                             | 7,0 s                                        |
| Kofferraumvolumen:                 | 240 l                                             | 240 l                                        |
| Tankinhalt:                        | 42 l                                              | 42 l                                         |
| Verbrauch Stadt/Land/Durchschnitt: | 11,5/6,6/8,4 l (AT) 11/6,5/8,2 l (MT)             | 10,4/5,9/7,6 l                               |
| CO2-Emissionen:                    | 199 g/km (AT) 185 g/km (MT)                       | 175 g/km                                     |